# كورت واربيرتون
كورت واربيرتون (بالإنجليزية: Curt Warburton) مصارع أنجليزي من مواليد 1981 ومختص في فنون القتال المختلطة.
في 14 سبتمبر 2013, خسر كورت واربيرتون بطولة الوزن الخفيف أمام المصارع التونسي منصور برناوي في BAMMA 13.

## روابط خارجية
- كورت واربيرتون على موقع يو إف سي (الإنجليزية)
- كورت واربيرتون على موقع شيردوغ (الإنجليزية)